# もも1号
もも1号 (MOS-1) は、宇宙開発事業団 (NASDA) が打ち上げた海洋観測衛星であり、日本初の地球観測衛星である。開発・製造は日本電気が担当した。

## 打ち上げ
昭和62年（1987年）2月19日にN-IIロケット8号機で種子島宇宙センターから打ち上げられた。

## 目的
海洋資源の確保や有効利用、農林業や環境状況のモニタを目的としていた。

## 特徴
後継姉妹機としてもも1号bも1990年に打ち上げられている。

## 軌道
高度約909kmの太陽同期準回帰軌道（回帰周期17日） 傾斜角約99度 周期約103分